# Елізабет Гоулі
Елізабет Гоулі (англ. Elizabeth Hawley; 9 листопада 1923, Чикаго, Іллінойс, США — 26 січня 2018, Катманду, Непал) — американська журналістка, письменниця та хронікерка гімалайських альпіністських експедицій. Вела «Гімалайську базу даних» у якій фіксувала сходження у непальських Гімалаях. Почесний консул Нової Зеландії в Непалі.

## Біографія

### Походження
Дідусь з боку матері — Едвард Еверетт Гор (англ. Edward Everett Gore), підприємець і ревізор з Карлінвілля, Іллінойс. Закінчив виробничо-економічний коледж у місті Джексонвіллі у тому ж штаті. 1895 року переїхав з сім'єю до Чикаго. Займався також суспільно-політичною діяльністю, був президентом «Чиказької кримінальної комісії» і борцем з алкоголізмом, активним прихильником «сухого закону». Його дружина Аманда мала науковий ступінь, що в ті часи було великою рідкістю для жінок. У пари 1894 року народилася перша дитина —  Флорель майбутня мати Елізабет Гоулі. Флорель вивчала англійську літературу в Північно-Західному університеті і закінчила його «з вищою відзнакою» (summa cum laude). Під час того навчання познайомилася з Франком [Гоулі] — майбутнім батьком Елізабет. Франку тоді було 17 років, він був нащадком переселенців.

### Ранні роки
Народилася 1923 року в Чикаго, штат Іллінойс. Здобула освіту в Університеті Мічигану та 1946 року закінчила його з відзнакою з англійської мови. 1957 року під час кругосвітньої подорожі вперше відвідала Катманду, 1959 року переїхала до Непалу, залишивши роботу дослідниці в журналі «Fortune» у Нью-Йорку. 1960 року влаштувалася журналістом і кореспондентом «Тайм», але 1962 року перейшла в інформаційне агентство Рейтер. Висвітлювала американську експедицію на Еверест 1963 року, яка перетинала гору Еверест. Її стаття про смерть прем'єр-міністра Непалу потрапила на першу шпальту «Нью-Йорк таймс». Вона регулярно спілкувалася з членами королівської сім'ї та високопоставленими політиками Непалу, про яких писала для ЗМІ США.

### База даних сходжень
Гоулі ніколи не підкорювала гори сама, але стала найвідомішою хронікеркою непальських гімалайських експедицій, починаючи з 1960-х років (не описувала сходження на Каракорум, як-от K2, Нангапарбат), і користувалася повагою міжнародної спільноти альпіністів завдяки точності записів і наполегливості розслідувань, за що її прозвали «Шерлоком Холмсом у світі альпінізму». Італійський альпініст Райнхольд Месснер сказав «Outside»: «Якщо мені потрібна інформація про сходження на восьмитисячники, я йду до неї». Едмунд Гілларі, один з її найближчих друзів (вона була виконавчим директором Гімалайського фонду Гілларі), одного разу назвав її «маленьким жахом».

Детальні альпіністські записи у «Гімалайській базі даних» про успіхи та події в гімалайських експедиціях увійшли до спеціальної бази даних, що використовується для статистичного аналізу в дослідженнях у галузі безпеки альпінізму. Наявність гімалайського сходження в базі даних Гоулі, стало важливою вимогою для альпіністів і це призвело до низки суперечок, зокрема:
1. Сходження на Лхоцзе 1997 року італійськими альпіністами Серджіо Мартіні та Фаусто Де Стефані було «спірним»; Мартіні повторно піднявся на Лхоцзе 2000 року, офіційно ставши сьомою людиною, яка піднялася на всі 14 восьмитисячників, але Де Стефані відмовився піднятися на Лхоцзе, тому його заява оскаржується[17].
2. 2010 року Гоулі покликали оцінити, чи стала корейська альпіністка О Ен Сон першою жінкою, яка подолала всі 14 восьмитисячників; вона виявила, що це малоймовірно, ґрунтуючись на рельєфі її фотографії на вершині Канченджанга. Пізніше О зізналася, що не досягла справжньої вершини, й іспанка Едурне Пасабан стала першою жінкою, якій вдалося підкорити вершину[7][18][19].
3. Досягнення Алана Гінкса як першого британця, який подолав усі 14 восьмитисячників, вилучено з книги, Гоулі позначила як «спірне» сходження 1990 року на Чо Ойю[20][21].
4. Відомо, що Гоулі змусила американського альпініста Еда Вієстурса повторно піднятися на справжню головну вершину Шишабангма, щоб бути підкорювачем всіх 14 восьмитисячників; її Гімалайська база даних не сприйняла б сходження на центральну (західну) вершину Шишабангми як всі сходження[22].

### Нагороди та відзнаки
2008 року французький льодолаз Франсуа Дамілано назвав вершину в Непалі на честь Елізабет Гоулі, який 9 травня 2008 року здійснив перше сольне сходження на Пік Гоулі (6182 метри) у групі Дхаулагірі. 2014 року Непал офіційно затвердив назву.
Була почесним консулом Нової Зеландії в Непалі протягом 20 років до виходу на пенсію у 2010 році. 2004 року за свою службу вшанована Королівською медаллю за заслуги. 1998 року нагороджена медаллю Меморіального фонду короля Швейцарії Альберта I за заслуги в альпінізмі і стала першою лавреаткою Національної премії Сагарматха від уряду Непалу. Колишній американський посол у Непалі Пітер Бодде назвав Гоулі одним з «живих скарбів» Непалу та визнав, що «її внесок у глибину знань і розуміння між Непалом і США був величезним».

## Фільмографія
- Еллісон Отто (режисер) (2013). Keeper of the Mountains (DVD).